# Moondog
Louis Thomas Hardin (Marysville, Kansas, 1916. május 26. - Münster, Németország, 1999. szeptember 8.) ismertebb nevén Moondog amerikai zeneszerző, költő és feltaláló volt. Zenéjére a jazz, a komolyzene, a latin zene és az őslakos amerikai zene hatott. Zenéje nagy hatással volt a későbbi minimalista zeneszerzőkre, például Steve Reich-ra és Philip Glass-re.
16 éves korától vak volt. Az 1940-es évektől 1972-ig New York City-ben élt; ebben az időben a 6th Avenue-n volt megtalálható. Hosszú köpenyt és szarvas sisakot viselt. Néha kéregetett, de általában csendben állt a járdán. Akik nem ismerték zenei karrierjét, a "6th Avenue vikingjének" nevezték.

## Élete
Marysville-ben született. Öt éves korában dobozból készített dobot. Családja Wyomingba költözött. Több kisvárosi iskolában is tanult. A középiskolai együttesben is dobolt.
1932. július 4-én Hardin talált egy tárgyat a mezőn, amiről nem tudta, hogy egy detonátor. A bomba felrobbant, így egy életre megvakult. Burnett Tuthill-al együtt tanult az Iowa School for the Blind iskolában.
Ezt követően az arkansasi Batesville-be költözött, ahol 1942-ig élt.
1943-ban New Yorkba költözött, ahol több zenésszel is megismerkedett, például Leonard Bernsteinnel, Arturo Toscaninivel, Charlie Parkerrel és Benny Goodmannel. 1947-re felvette a Moondog művésznevét. Ezt a nevet egy kutyáról kapta, aki "többször ugatta a holdat, mint bármelyik másik kutya".
Az 1940-es évektől 1972-ig Manhattanben élt, a 53rd/54th Street és a 6th Avenue sarkán. Volt egy lakása Manhattanben, és egy nyaralója Candorban, ahova 1972-ben véglegesen beköltözött. Zenéje és versei mellett ismertnek számított hosszú köpenyéről is. Mivel már eleve volt szakálla és hosszú haja, viking-stílusú sisakot viselt, hogy ne hasonlítsák Jézushoz vagy egy szerzeteshez. Elkezdte érdekelni a skandináv mitológia, és volt egy oltárja a candori otthonában, amelyet Thornak szentelt.
1974-ben Németországba költözött.
Több hangszert is feltalált, például egy kicsi, háromszög alakú hárfát, amelyet "oo"-nak nevezett el, egy másik hangszert, amelyet "ooo-ya-tsu"-nak nevezett el, illetve egy háromszög alakú húros hangszert, amelyet a "hüs" névvel illetett (a norvég "hus", ház szó után. Legismertebb találmányának a "trimba" számít, ami egy háromszög alakú ütős hangszer. Ezt a negyvenes években találta fel.

## Diszkográfia
- 1953: Moondog and His Friends, Epic
- 1956: Snaketime Series, Moondog Records
- 1956: Moondog, Prestige
- 1956: More Moondog, Prestige
- 1957: The Story of Moondog, Prestige
- 1969: Moondog, Columbia
- 1971: Moondog 2, Columbia
- 1977: Moondog in Europe, Kopf
- 1978: H'art Songs, Kopf
- 1978: Moondog: Instrumental Music by Louis Hardin, Musical Heritage Society
- 1979: A New Sound of an Old Instrument, Kopf
- 1981: Facets, Managarm
- 1986: Bracelli, Kakaphone
- 1992: Elpmas, Kopf
- 1994: Sax Pax for a Sax, Kopf/Atlantic
- 1995: Big Band, Trimba
- 2005: Bracelli und Moondog, Laska Records

### Könyvek
- Scotto, Robert. Moondog, the Viking of 6th Avenue : the authorized biography, Preface by Philip Glass, New York: Process (2007)
- Cornut, Amaury. Moondog. Marseille: Le Mot et le Reste (2014)